# Richard Pryor: Here and Now
Richard Pryor: Here and Now es un especial de comedia de 1983 publicado por Columbia Pictures está escrita y dirigida por el actor y comediante Richard Pryor.

## Banda sonora
El álbum de la banda sonora fue lanzado por Warner Bros. Registros . Grabado en el Teatro Saenger en Nueva Orleans, Louisiana, fue lanzado junto con la contraparte de la película. 

## Listado de pistas
1. "Here and Now" - 3:19
2. "Southern Hospitality" - 1:38
3. "Slavery" - 1:15
4. "Motherland" - 6:38
5. "I Met the President" - 4:15
6. "Fire Exit" - 0:46
7. "Mudbone (Part One)" - 6:24
8. "Mudbone (Part Two)" - 4:40
9. "Inebriated" - 5:54
10. "One Night Stands" - 2:54
11. "One Day at a Time" - 4:57
12. "I Like Women" - 6:22
13. "Being Famous" - 2:01
14. "I Remember" - 1:36
15. "Interview" (Boxset Bonus Track) - 22:43